# História da arte
História da arte é a história de qualquer atividade ou produto realizado com propósito estético ou comunicativo, enquanto expressão de ideias, emoções ou formas de ver o mundo. Ao longo do tempo, as artes visuais têm sido classificadas de várias formas diferentes, desde a distinção medieval entre as artes liberais e as artes mecânicas, até à distinção moderna entre belas artes e artes aplicadas, ou às várias definições contemporâneas, que definem arte como a manifestação da criatividade humana. O alargamento da lista das principais artes durante o século XX definiu nove: arquitetura, dança, escultura, música, pintura, poesia (aqui definida em sentido lato como forma de literatura com um propósito ou função estética, o que inclui também o teatro e a narrativa literária), o cinema, a fotografia e a banda desenhada. Quando considerada a sobreposição de termos entre as artes plásticas e as artes visuais, inclui-se também o design e as artes gráficas. Para além das formas tradicionais de expressão artística, como a moda ou a gastronomia, estão a ser considerados como arte novos meios de expressão, como o vídeo, arte digital, performance, a publicidade, a animação, a televisão e os jogos de computador.
A "história da arte" é uma ciência multidisciplinar que procura estudar de modo objetivo a arte através do tempo, classificando as diferentes formas de cultura, estabelecendo a sua periodização e salientando as características artísticas distintivas e influentes. O estudo da história da arte teve início durante o Renascimento, ainda que limitado à produção artística da civilização ocidental. No entanto, ao longo do tempo foi-se impondo uma visão alargada da história artística, procurando-se compreender e analisar a produção artística de todas as civilizações sob a perspectiva dos seus próprios valores culturais.
Hoje em dia, a arte desfruta de uma ampla rede de estudo, difusão e preservação de todo o legado artístico da humanidade ao longo da História. Durante o século XX assistiu-se à proliferação de instituições, fundações, museus, e galerias, tanto no sector público como privado, dedicados à análise e catalogação de obras de arte e exposições destinadas ao público em geral. A evolução dos média foi crucial para o desenvolvimento e difusão da arte. Os eventos internacionais, como as bienais de Veneza ou de São Paulo ou a Documenta contribuíram bastante para a formação de novos estilos e tendências. Os prémios, como o Prémio Turner, o Prémio Wolf de Artes, o Prémio Pritzker de arquitetura, o Prémio Pulitzer de fotografia ou os Óscares do cinema promovem também as melhoras obras criativas a nível internacional. As instituições como a UNESCO, através da criação de listas do Património Mundial, apoiam também a conservação dos mais significativos monumentos mundiais.

## Pré-história
Os primeiros artefactos tangíveis que podem ser considerados arte aparecem na Idade da Pedra (Paleolítico superior, Mesolítico e neolítico). Durante o Paleolítico (25 000–8 000 a.C.) o Homem era ainda caçador-coletor, habitando cavernas que viriam a ser os primeiros suportes de arte rupestre. Após o período de transição do Mesolítico, é durante o Neolítico (6 000–3 000 a.C.) que o Homem se sedentariza e inicia a prática da agricultura. À medida que as sociedades se tornam cada vez mais complexas e a religião ganha importância, tem início a produção de artesanato. Durante a Idade do Bronze (c. 3 000–1 000 a.C.), têm início as primeiras civilizações proto-históricas.

### Paleolítico
As primeiras manifestações artísticas provêm do Homo neanderthalensis, há cerca de 65.000 anos, como confirmam os vestígios encontrados nas grutas de Maltravieso (Cáceres), Ardales (Málaga) e La Pasiega (Cantábria).
As primeiras manifestações artísticas durante o Paleolítico dão-se por volta de 25 000 a.C., atingindo o auge na época da Cultura Magdaleniana (c. 15 000-8 000 a.C). Os primeiros vestígios de objetos produzidos pelo Homem foram encontrados na África meridional, no Mediterrâneo ocidental, na Europa Central e de Leste (no mar Adriático), na Sibéria (Lago Baical), Índia e Austrália. Estes primeiros vestígios são geralmente ferramentas em pedra (sílex e obsidiana), madeira ou osso. Na pintura era usado óxido de ferro para obter vermelho, dióxido de manganés para obter preto e argila para obter o ocre. A arte deste período que sobreviveu até aos nossos dias é composta sobretudo por pequenos entalhes em pedra e osso ou arte rupestre, esta última forma presente sobretudo na região cantábrica e no sudoeste de França, como nas cavernas de Altamira ou Lascaux. As pinturas são de carácter fundamentalmente religioso e mágico ou representações naturalistas de animais. Os trabalhos de escultura são representados pelas estatuetas de vénus como a Vénus de Willendorf, figuras femininas provavelmente usadas em cultos de fertilidade.

### Neolítico
O Neolítico representa uma alteração profunda para o Homem, que se sedentariza e inicia a prática da agricultura e pastorícia, ao mesmo tempo que se desenvolve a religião e formas complexas de interação social. Nos sítios de arte rupestre da bacia mediterrânica da Península Ibérica, assim como no norte de África e na região do atual Zimbabué, foram encontrados várias representações esquemáticas figurativas, em que o homem é representado através de uma cruz e a mulher através de uma forma triangular. Entre os artefatos de arte móvel, um dos exemplos mais notáveis é a cultura da cerâmica cardial, decorada com gravuras de conchas. São utilizados novos materiais, como o âmbar, quartzo e o jaspe. Durante este período podem ainda ser observados os primeiros sinais de planimetria urbana, como nos vestígios de Tell as-Sultan, Jarmo e Çatalhüyük.

### Idade dos metais
O último período pré-histórico é a Idade dos Metais, durante a qual as sociedades dão início à produção, transformação e o trabalho de elementos como o cobre, bronze e ferro. Durante o calcolítico surge a cultura megalítica, notável pelos monumentos de pedra (dólmens, menires e cromeleques) como Stonehenge). Na Península Ibérica surgem as culturas de Los Millares e do vaso campaniforme, caracterizadas pelas figuras humanas com olhos de grande dimensão. São também notáveis os templos megalíticos de Malta. As culturas megalíticas das Ilhas Baleares apresentam monumentos característicos, como a naveta, um túmulo com a forma de uma pirâmide truncada e câmara funerária alingada; a taula e o talayot.
Durante a Idade do Ferro, as culturas de Hallstatt (Áustria) e La Tène (Suíça) marcam as fases mais significativas na Europa. A cultura de Hallstatt desenvolveu-se entre os séculos V e IV a.C. A cerâmica era policromática, com decorações geométricas e apliques de ornamentos metálicos. La Tène desenvolveu-se no mesmo período, sendo também conhecida como Arte celta primitiva. A produção artística focou-se sobretudo em objectos de ferro, como espadas e lanças, e em bronze, como nos escudos profusamente decorados e em fíbulas, ao longo de diversos estágios evolutivos do estilo (La Tène I, II e III). A decoração foi influenciada pela arte Grega, Estrusca e Cita.

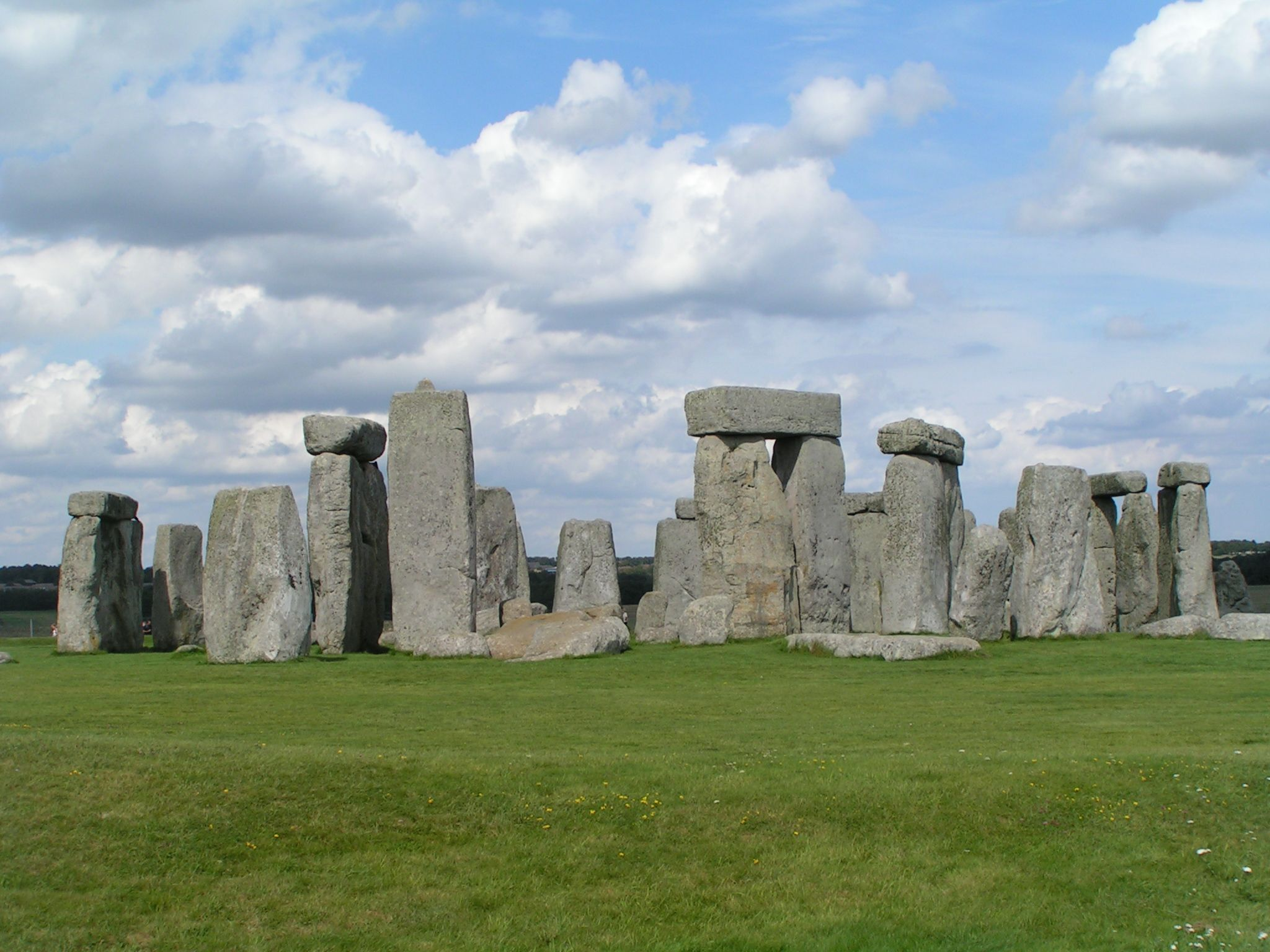
Complexo megalítico de Stonehenge
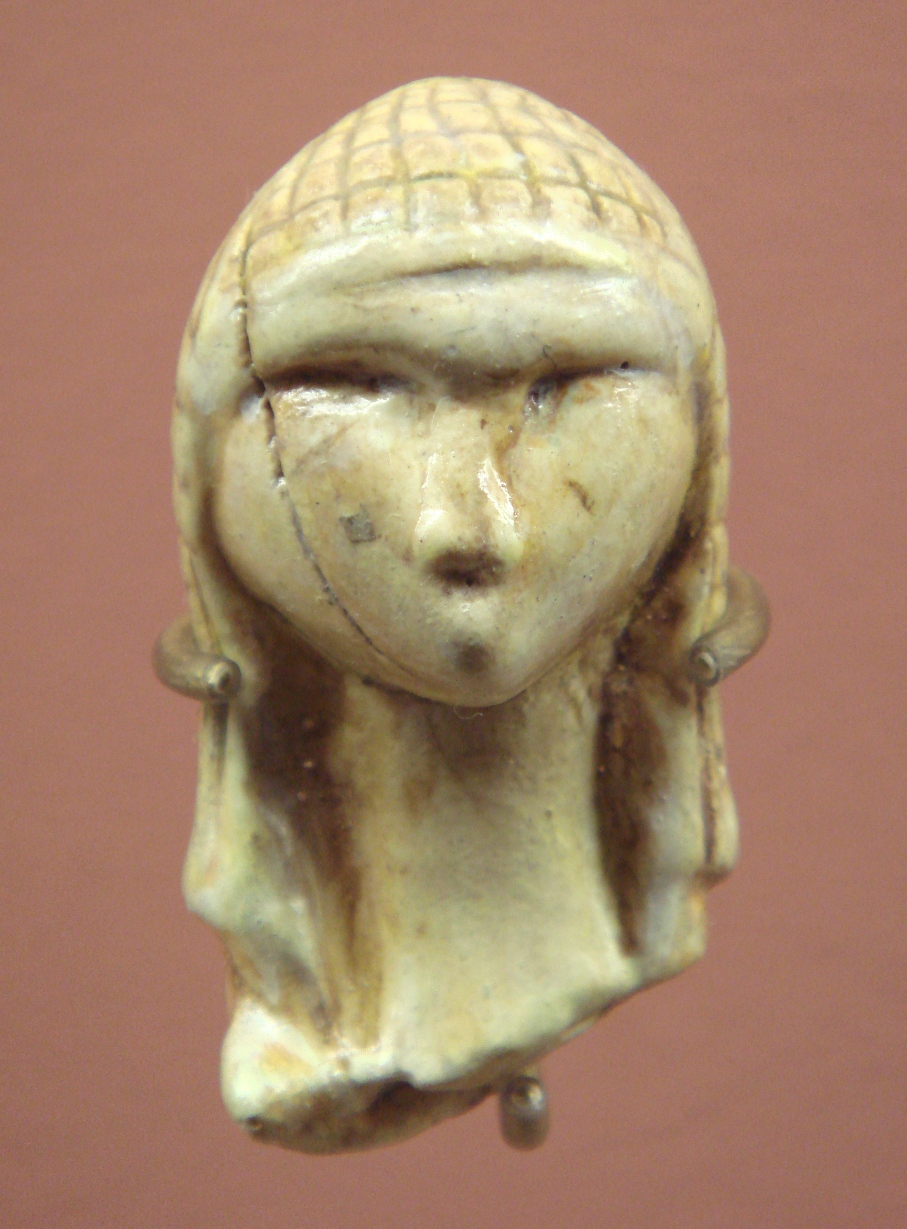
Vénus de Brassempouy
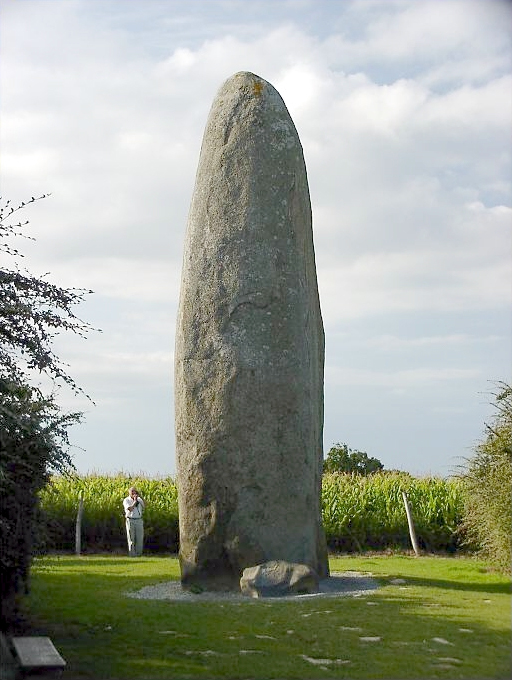
Menir em uma região da Bretanha, França
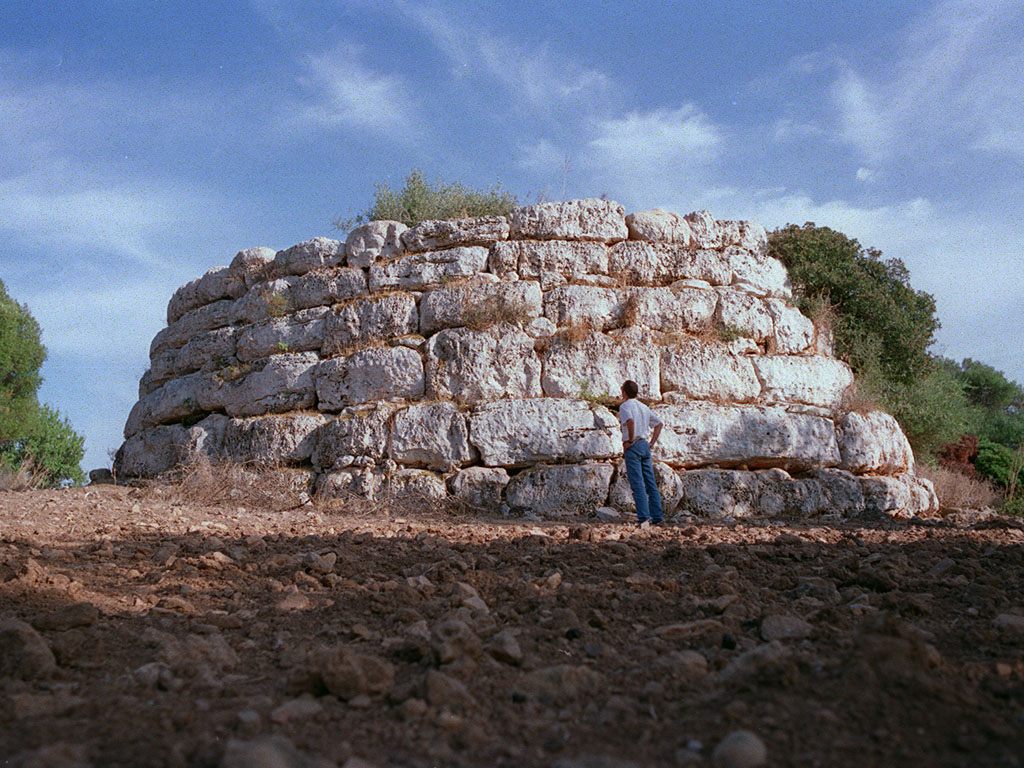
Talaiot circular na ilha de Maiorca (Espanha)
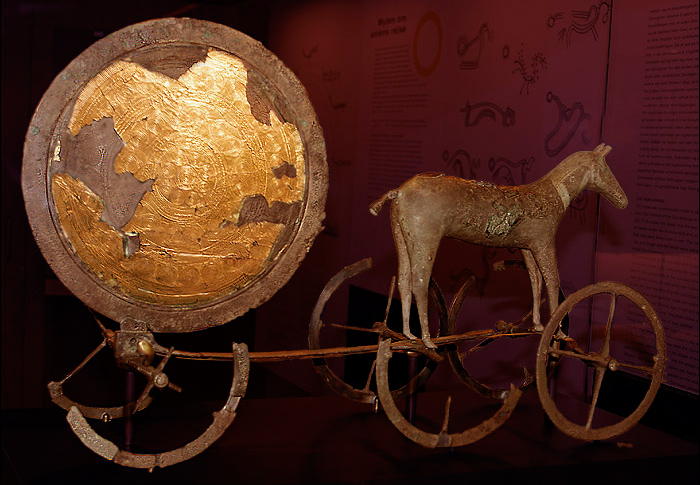
Carruagem de guerra de Trundholm (Dinamarca)

## Arte Antiga
Arte antiga, ou arte da antiguidade, designa as criações artísticas do primeiro período da História que se inicia com a invenção da escrita, e durante o qual aparecem as primeiras grandes cidades nas margens dos rios Nilo, Tigre, Eufrates, Indo e Amarelo e se destacam as grandes civilizações do Médio Oriente (Egípcia e Mesopotâmica). Ao contrário de períodos anteriores, as manifestações artísticas ocorreram em todas as culturas de todos os continentes.
Um dos maiores progressos deste período foi a invenção da escrita, criada sobretudo a partir da necessidade de manter registos de natureza económica e comercial. A primeira forma de escrita foi a cuneiforme, surgida na Mesopotâmia por volta de 3 500 a.C. 3 500 a.C., baseada em elementos pictográficos e ideográficos e registada em suportes de argila. Os sumérios desenvolveriam mais tarde a escrita com sílabas, enquanto que a escrita Egípcia recorria a hieróglifos. A língua hebraica foi uma das primeiras a utilizar um alfabeto, que atribui um símbolo a cada fonema.

### Mesopotâmia
A arte mesopotâmica surgiu na região entre os rios Tigre e Eufrates, no que é actualmente a Síria e o Iraque, território onde a partir do século IV a.C. coexistiram várias culturas, entre as quais a Suméria, o Império Acádio, os Amoritas e os Caldeus. A arquitetura mesopotâmica caracterizou-se pelo uso de tijolo, lintéis e pela introdução de elementos construtivos como o arco e a abóbada. São particularmente notáveis os zigurates, templos de grandes dimensões no formato de pirâmide de degraus, dos quais praticamente não restam vestígios para além das suas bases. O túmulo era geralmente um corredor, com a câmara funerária coberta por falsa cúpula.
As principais técnicas escultóricas eram os entalhes e relevos. As peças abordavam temas religiosos, militares e de caça, sendo representadas figuras animais e humanas, reais ou mitológicas. Durante o período sumério eram comuns as estatuetas de formas angulares, em pedra colorida, sem cabelo e de mãos no peito. Durante o período Acádio as figuras apresentavam cabelos e barba longos, como na estela de Narã-Sim. Do período Amorita, é notável a estatueta do rei Gudea, enquanto o objecto mais notável do domínio babilónico é a estela de Hamurabi. Na escultura assíria é assinalável o antropomorfismo do gado e o motivo recorrente do génio alado, observado em inúmeros relevos com cenas de guerra e de caça, como no Obelisco Negro.
Com a introdução da escrita surge também a literatura enquanto forma de expressão da criatividade humana. Entre as mais significativas obras de literatura suméria estão a Epopeia de Gilgamexe, escrita no século XVII a.C. e na qual são narrados trinta mitos acerca das mais importantes divindades sumérias e acádias, ou o poema moral e didático Lugal ud melambi Nirpal'. No período Acádio a obra mais relevante é a Epopeia de Atrahasis na qual se narra o mito do Dilúvio. A obra mais notável de literatura babilónica é o poema Enuma Elish, que descreve a criação do mundo.
A música surge na região entre o IV e III milénios a.C., usada nos templos sumérios onde os sacerdotes entoavam hinos e salmos (ersemma) aos deuses. O canto litúrgico era composto em responsórios – alternando entre os sacerdotes e o coro – e antífonas – alternando entre dois coros. Entre os instrumentos mais utilizados estão o tigi (flauta), balag (tambor), lilis (antecessor do tímpano), algar (lira), zagsal (harpa) e adapa (pandeiro).

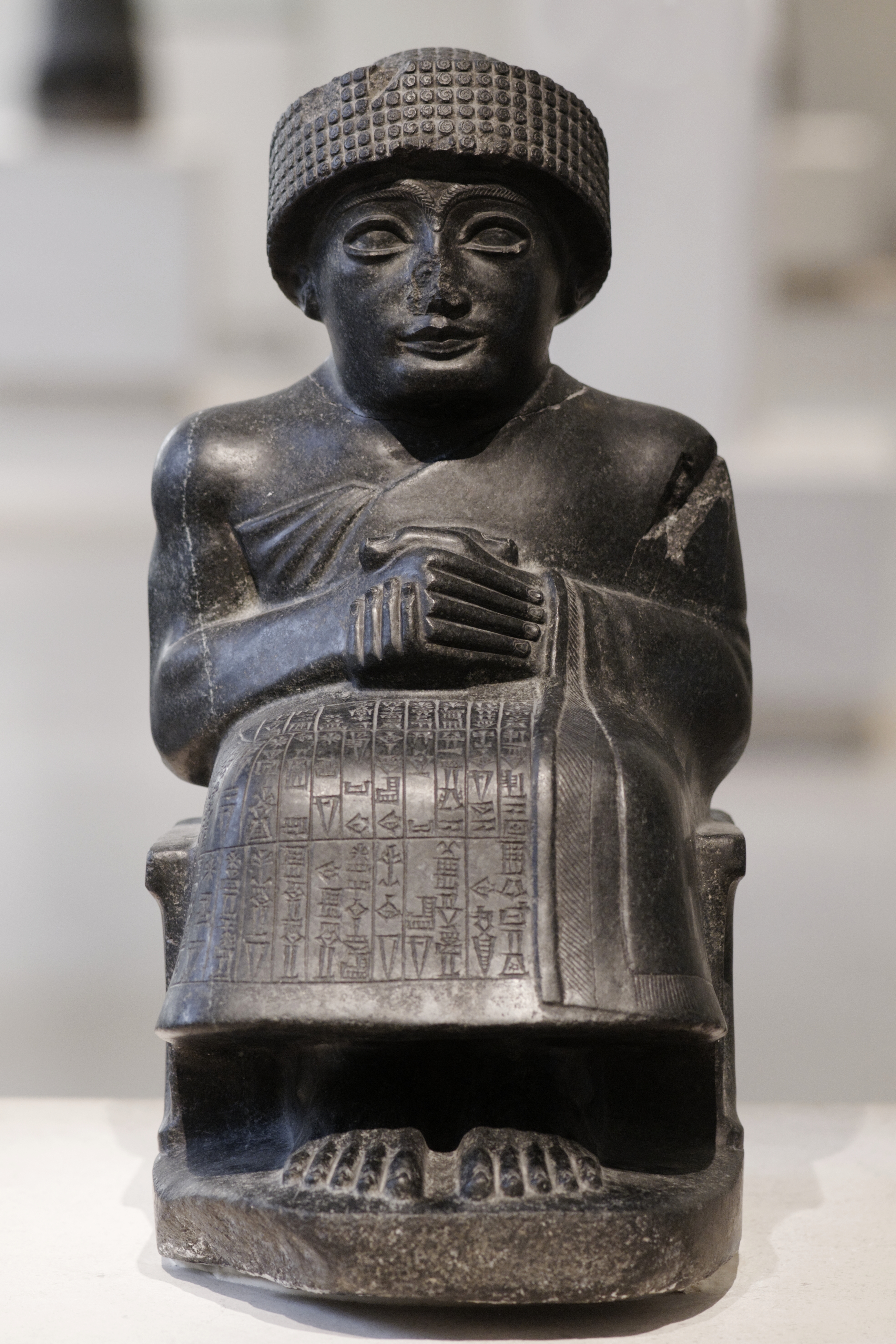
Estatueta de Gudea, Suméria
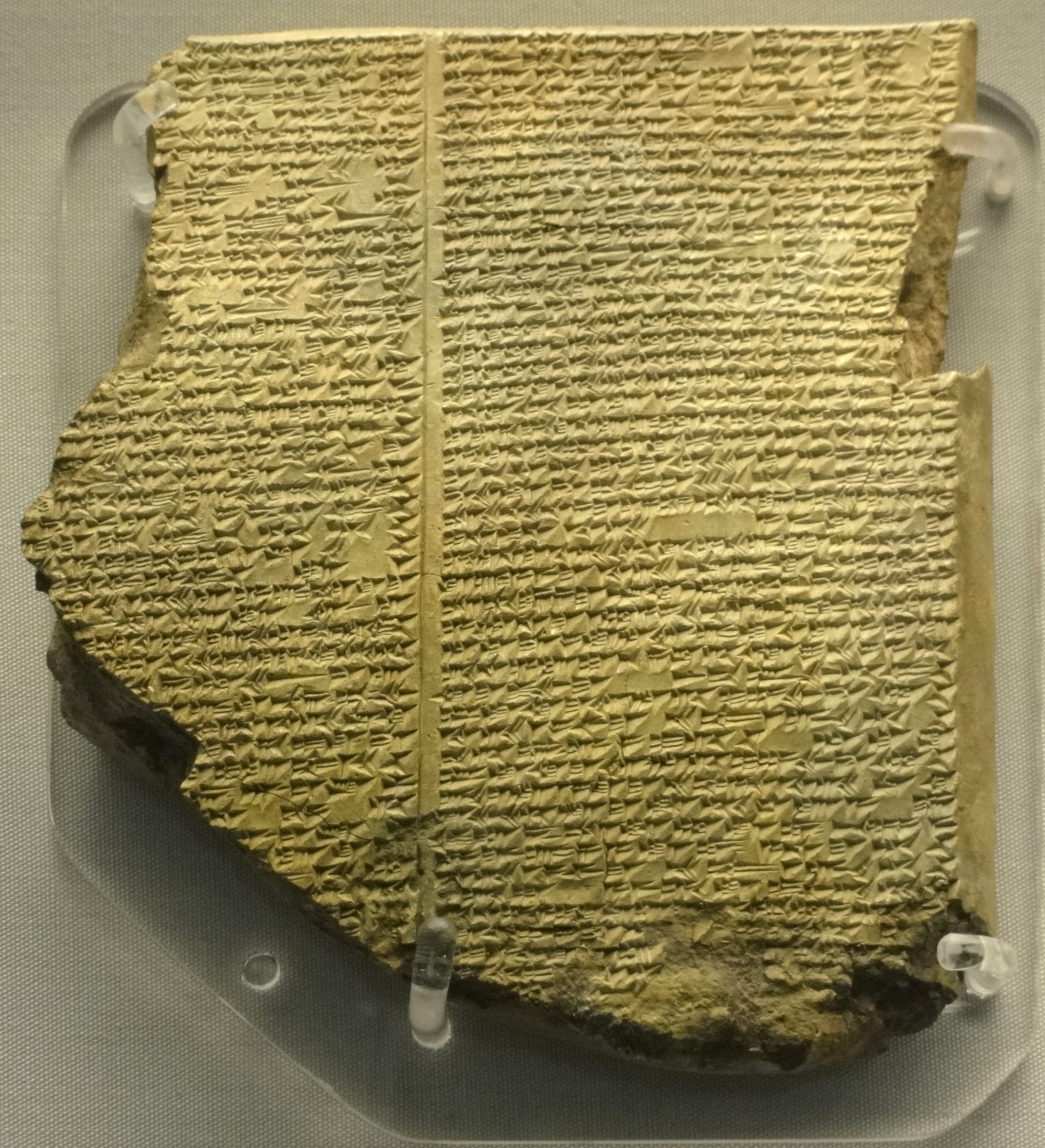
Epopeia de Gilgamexe escrita em argila, Nínive
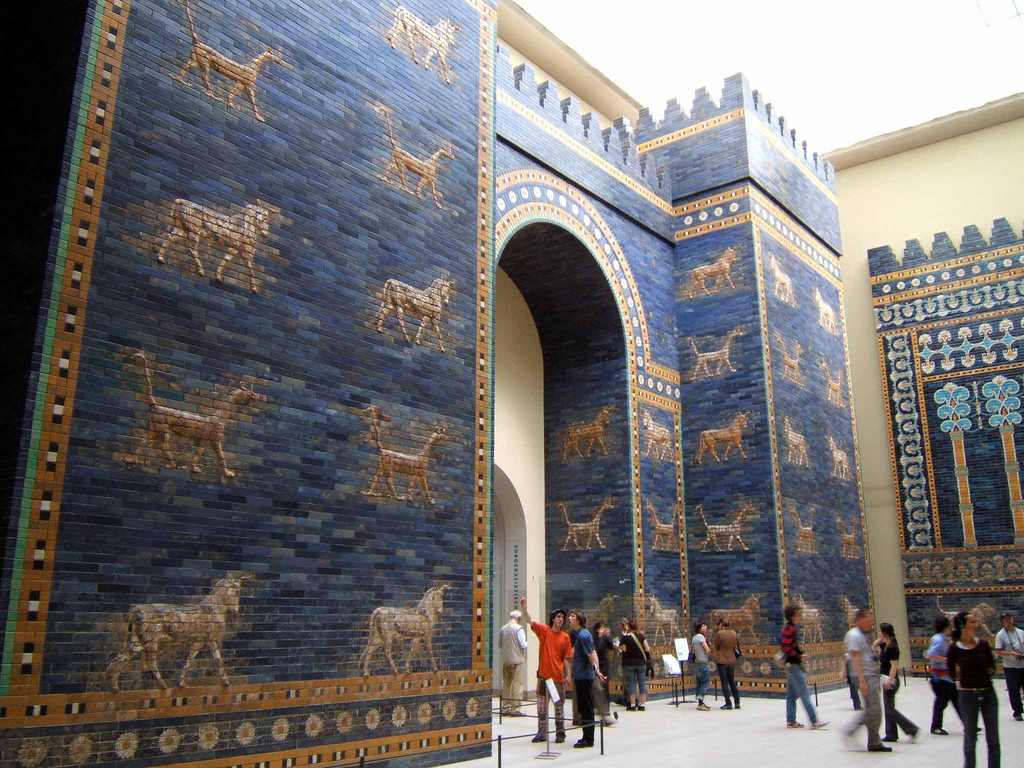
Porta de Istar, Babilónia
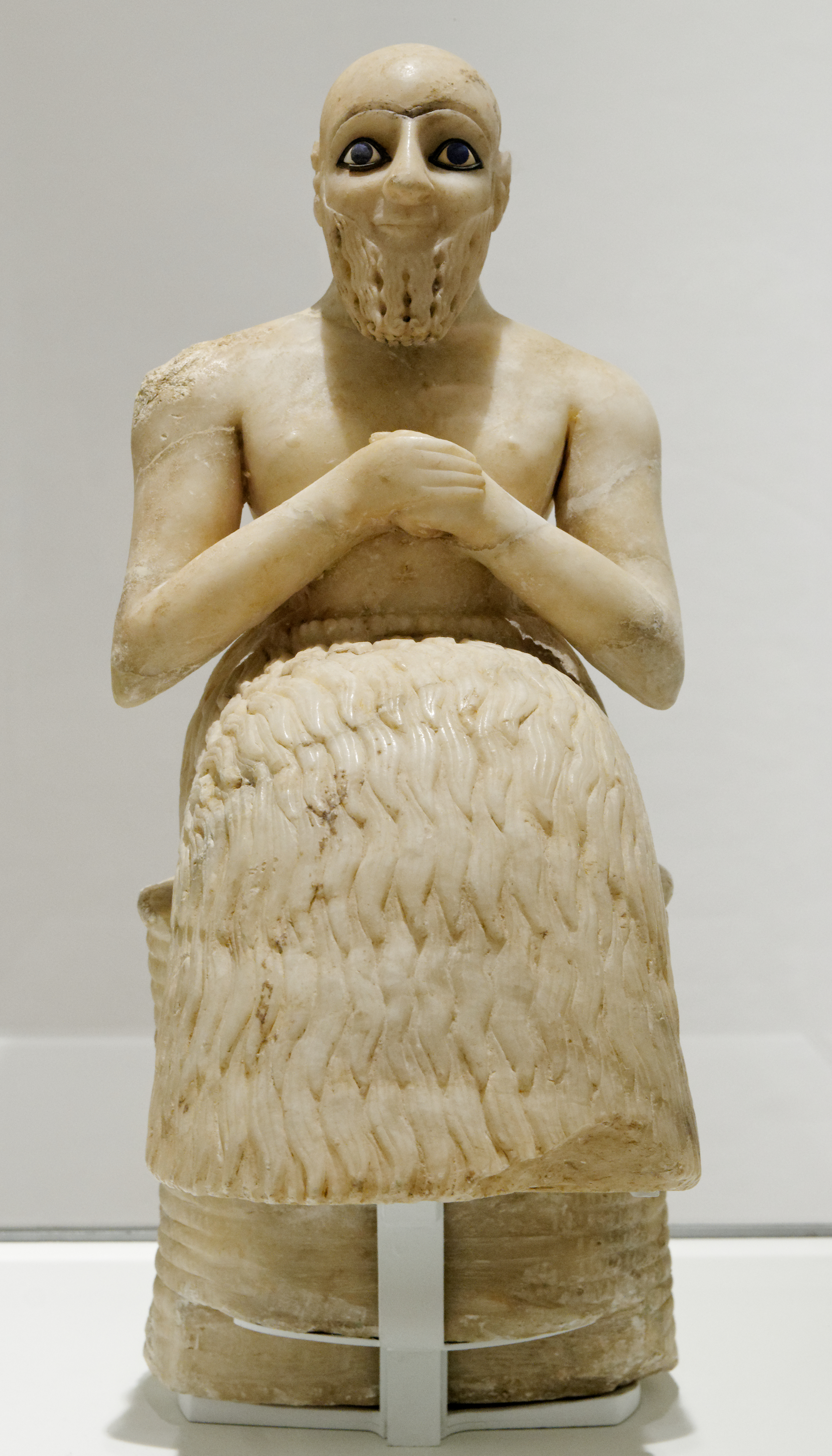
Estátua de Ebih-Il, Mari

### Egito
É no Antigo Egito que surge uma das primeiras grandes civilizações, com obras de arte elaboradas e complexas, e durante a qual ocorre a especialização profissional do artista. A arte egípcia era intensamente religiosa e simbólica, com uma estrutura de poder centralizada e hierárquica, e na qual se deva especial importância ao conceito religioso de imortalidade, sobretudo do faraó, para o qual se erguiam monumentos colossais. A arte egípcia abrange o período entre 3 000 a.C. e a conquista do Egito por Alexandre, o Grande. No entanto, a sua influência perdurou até à arte copta e bizantina.
A Arquitetura do Antigo Egito caracteriza-se pela sua monumentalidade, conseguida através do uso de blocos de pedra de grandes dimensões, linteis e colunas sólidas. O elemento mais notável são os monumentos funerários, agrupados em três tipos principais: as mastabas, túmulos de forma rectangular; as pirâmides, de faces regulares ou em escada; e os hipogeus, túmulos subterrâneos. Os outros edifícios de grande dimensão são os templos, complexos monumentais antecedidos por uma avenida de esfinges e obeliscos, à qual se sucedem dois pilones trapezoidais, o hipostilo e finalmente o santuário.
A pintura caracteriza-se pela justaposição de planos sobrepostos. As imagens eram representadas hierarquicamente, isto é, o faraó é maior que os súbditos ou inimigos ao seu lado. Os egípcios pintavam a cabeça e os membros de perfil, enquanto os ombros e olhos eram pintados de frente. Houve uma evolução significativa nas artes aplicadas, sobretudo o trabalho em madeira e metal, que deram origem a obras exímias de mobiliário em cedro entalhada com ébano e marfim.

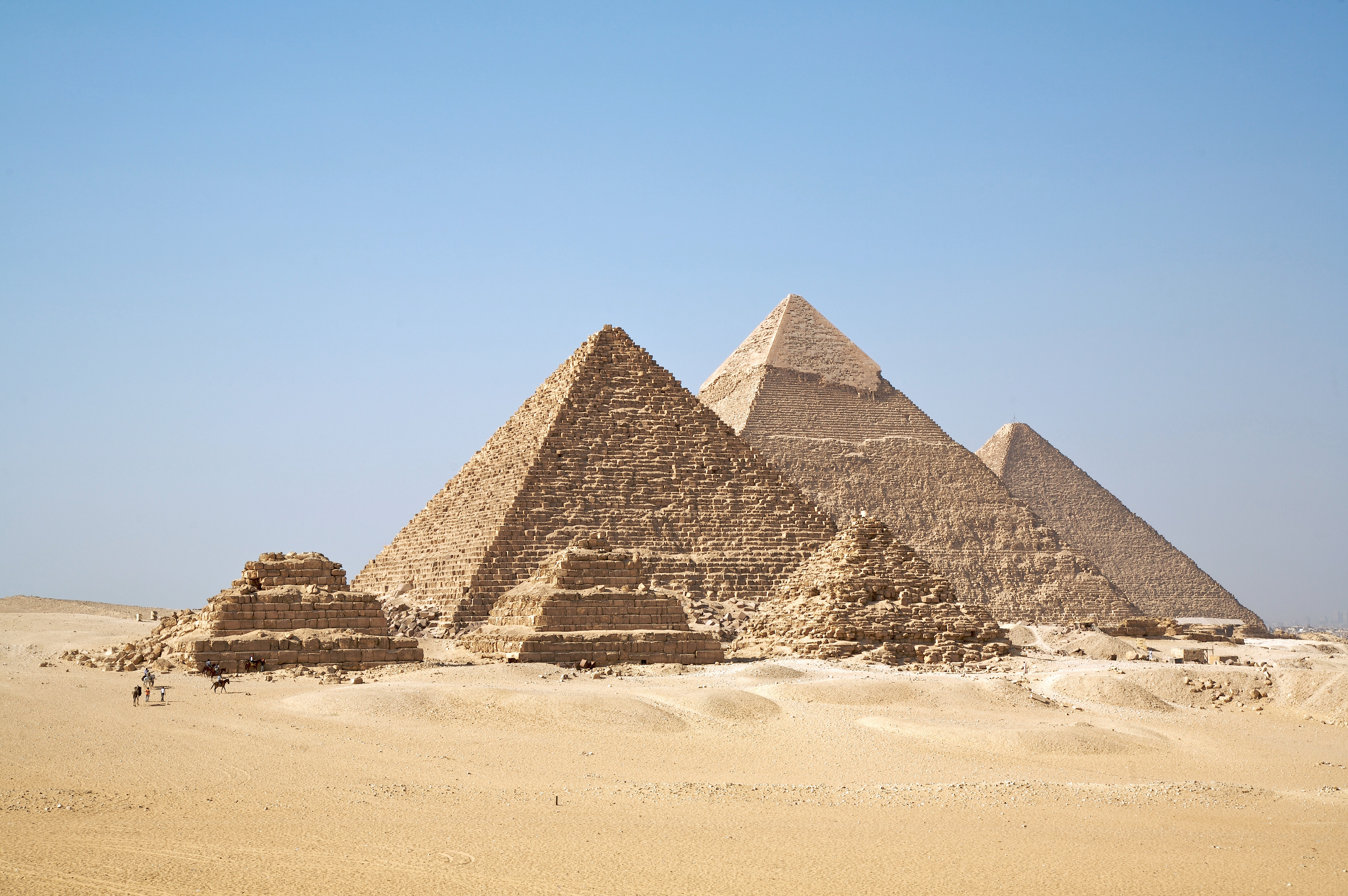
Pirâmides de Gizé
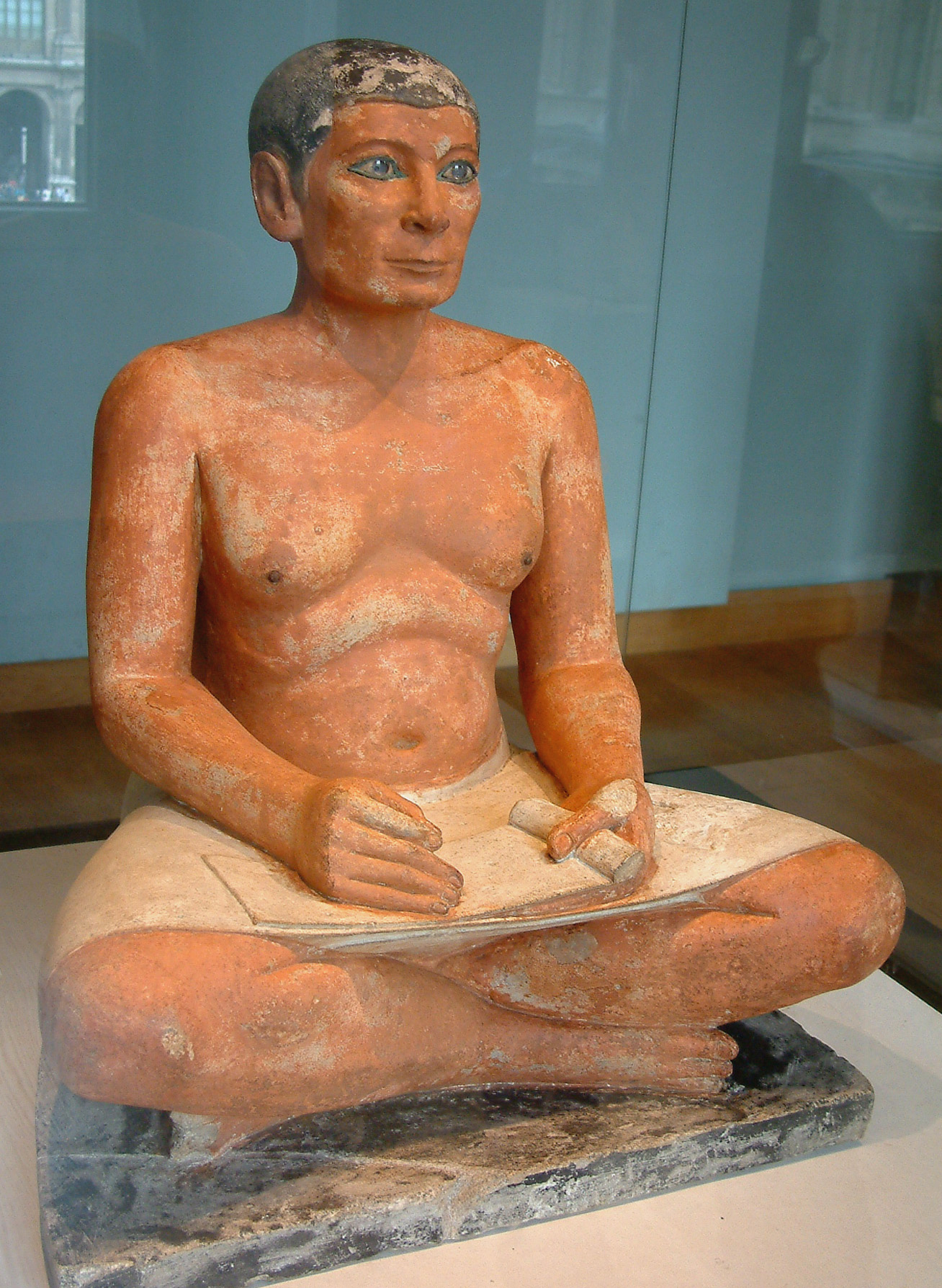
O Escriba Sentado, Império Antigo.
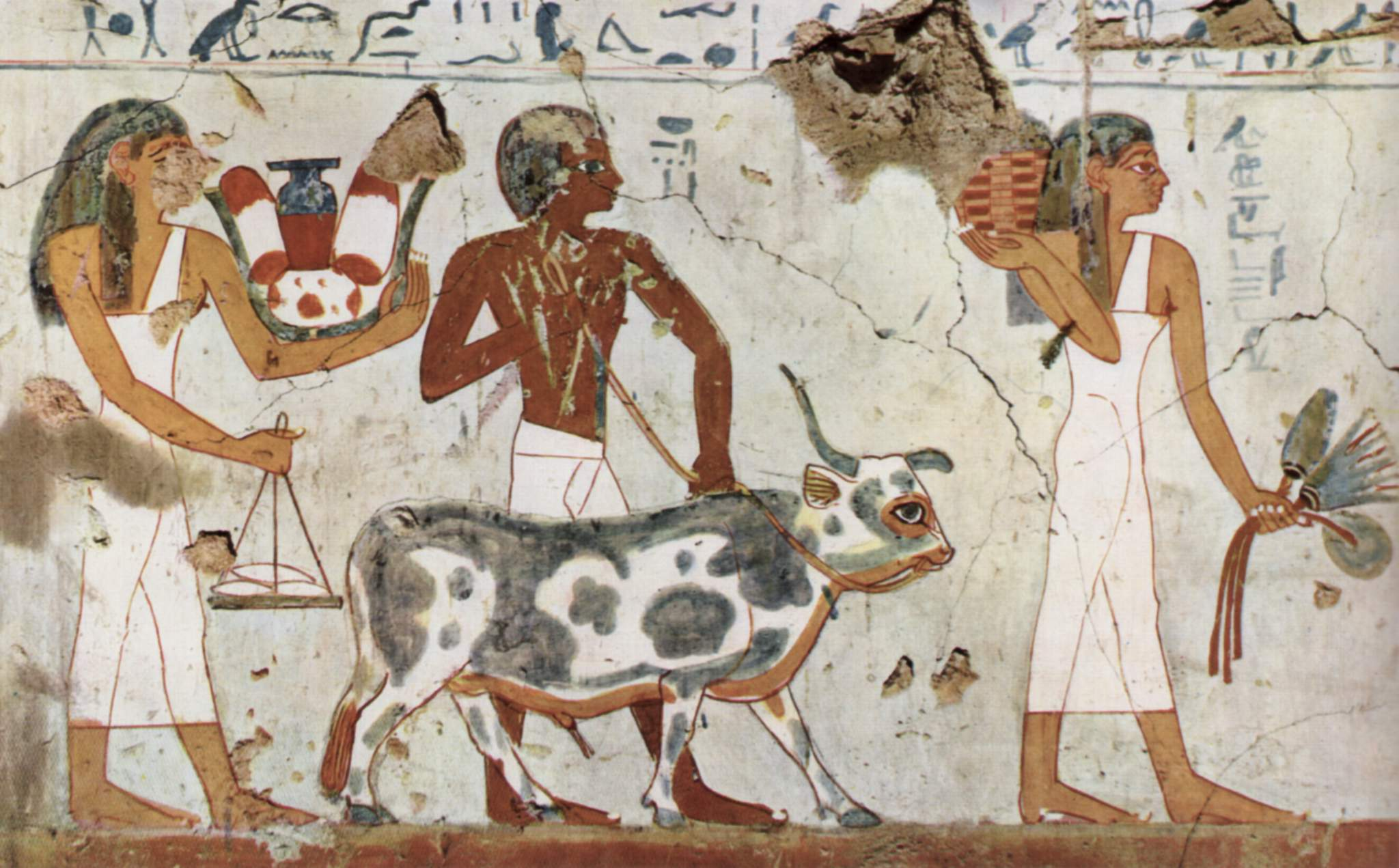
Pintura mural da câmara funerária de Amenemés, Império Novo, (século XV a.C.).
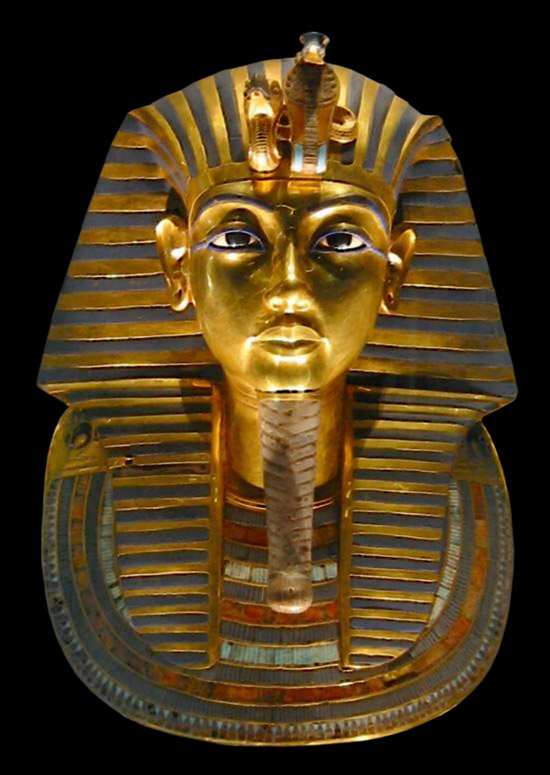
Máscara funeraria de Tutankamon.

## Arte medieval (c. 300-1350)
A arte medieval, sendo uma derivação direta da arte romana, inicia com a arte paleocristã, após a oficialização do cristianismo como religião do Império Romano. Trabalharam as formas clássicas para interpretar a nova doutrina religiosa. Porém, logo o estilo clássico se pulverizou em uma multiplicidade de escolas regionais, com o aparecimento de formas mais esquemáticas e simplificadas. Na arquitetura destacou-se como o tipo basílica, enquanto que na escultura os sarcófagos assumiram papel destacado, bem como os mosaicos e as pinturas das catacumbas. A etapa seguinte constituiu a chamada arte bizantina, incorporando influências orientais e gregas, e tendo no ícone e nos mosaicos seus gêneros principais. A arte românica seguiu-lhe paralelamente, recebendo a influência de povos bárbaros como os germânicos, celtas e godos. Foi o primeiro estilo de arte internacional depois da queda do Império Romano. Eminentemente religiosa, a maioria da arte românica visa a exaltação e difusão do cristianismo. A arquitetura enfatiza o uso de abóbadas e arcos, começando a construção de grandes catedrais, que continuará durante o gótico. A escultura se desenvolveu principalmente no âmbito arquitetônico, com formas esquematizadas. A arte gótica se desenvolveu entre os séculos XII e XVI, sendo um momento de florescimento econômico e cultural. A arquitetura foi profundamente alterada a partir da introdução do arco ogival e do arcobotante, nascendo formas mais leves e mais dinâmicas, que possibilitaram a construção de edifícios mais altos e com aberturas maiores, tipificados na catedral gótica. A escultura continua principalmente enquadrada na obra arquitetônica, mas começou a desenvolver-se de forma autônoma, com formas mais realistas e elegantes inspirados pela natureza e, em parte, numa recuperação de influências clássicas. Aparecem grandes retábulos escultóricos e a pintura desenvolve técnicas inovadoras como o óleo e a têmpera, criando-se obras de grande detalhamento.

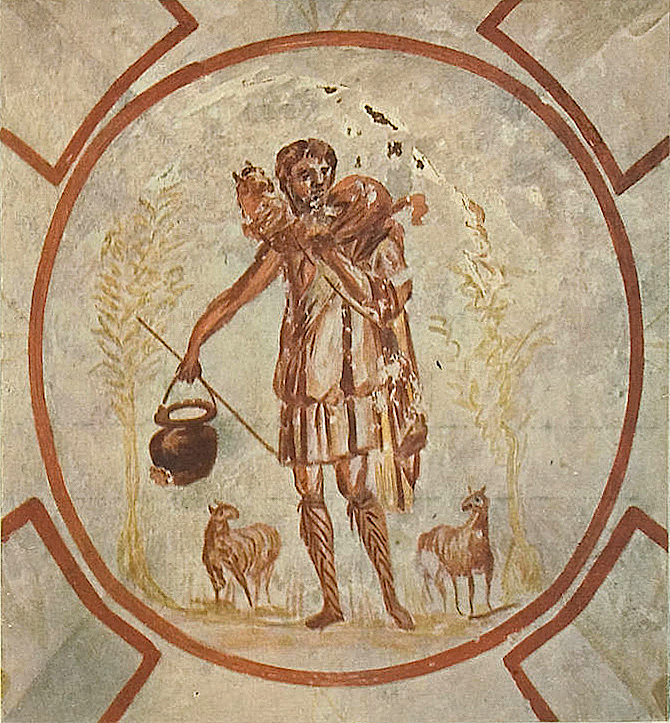
Imagem do Bom Pastor na catacumba de São Calisto
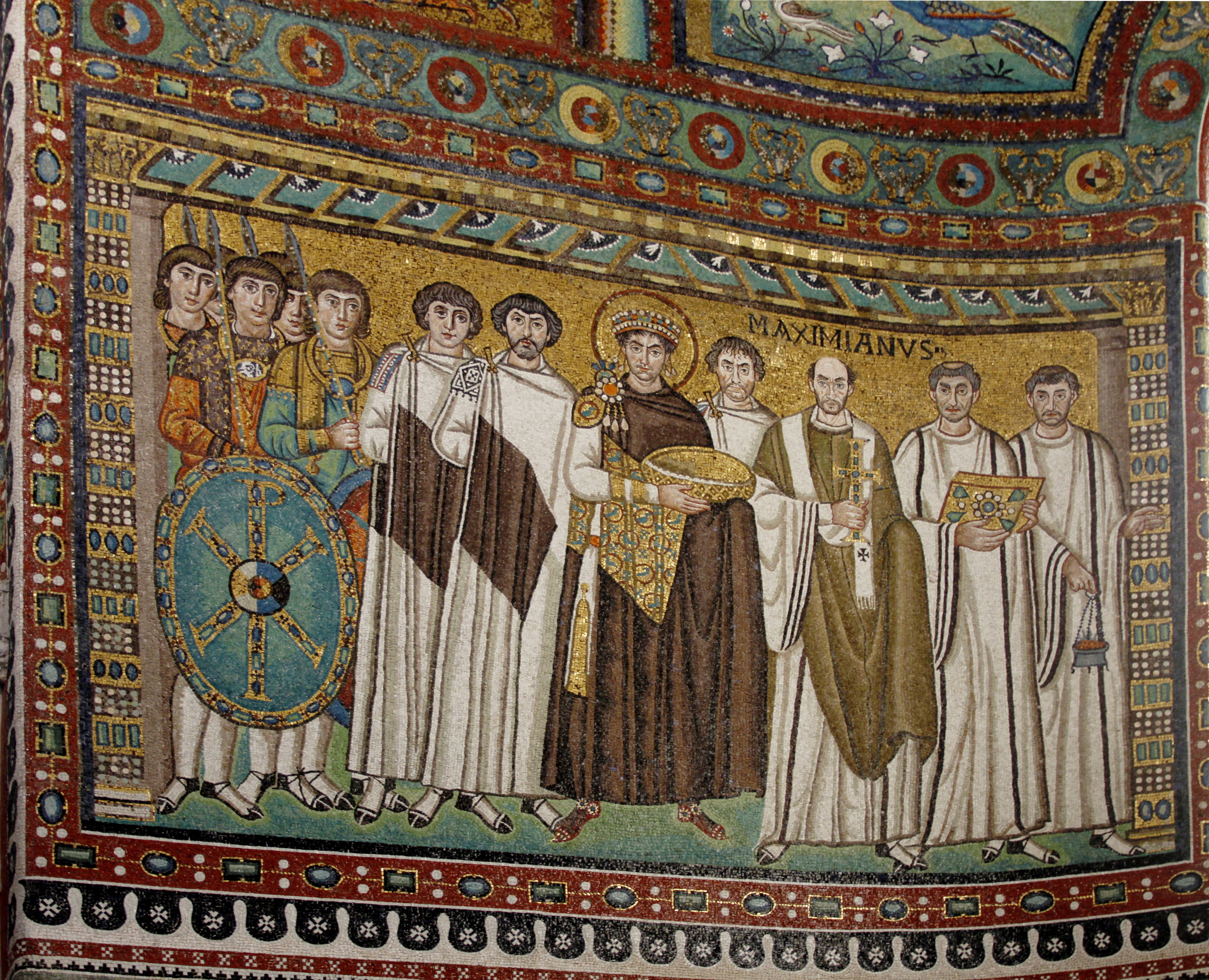
Mosaico bizantino em San Vitale de Ravena
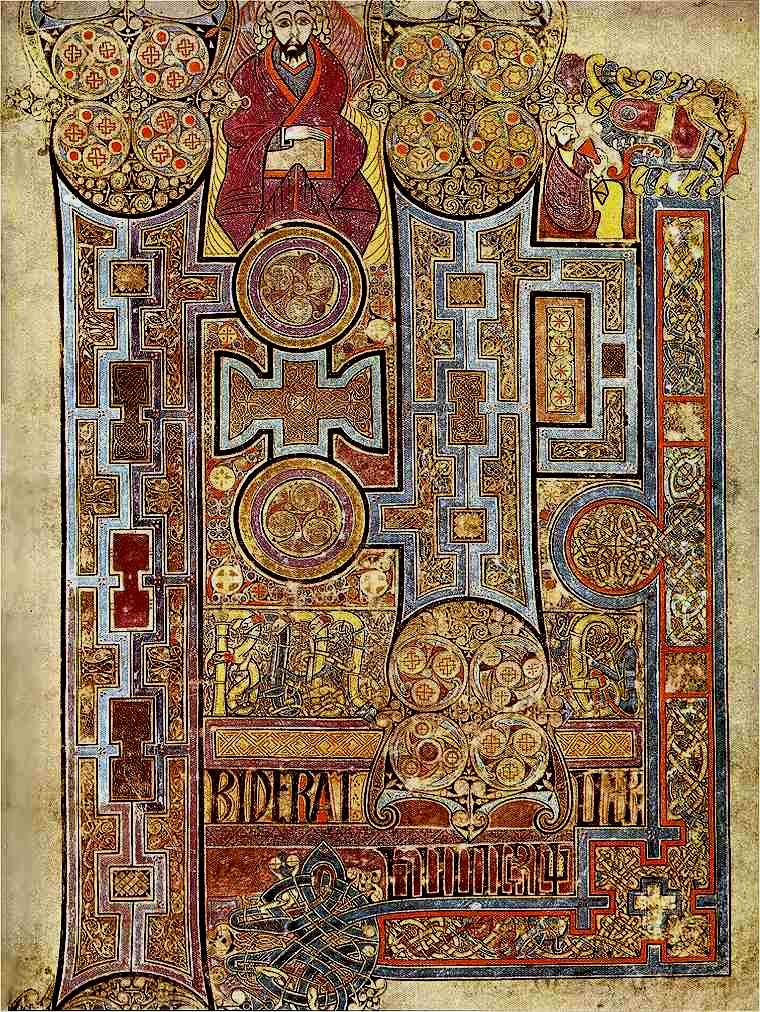
Página do Livro de Kells da arte hiberno-saxónica, no perído românico
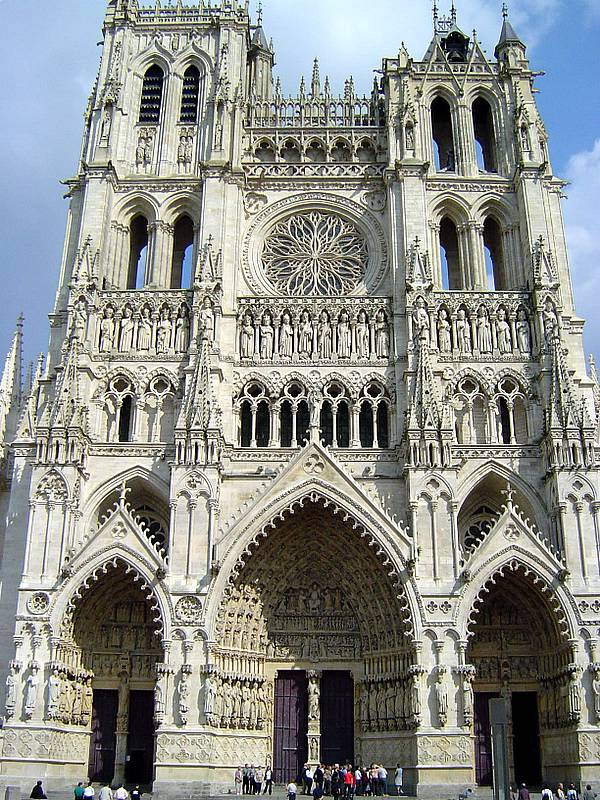
Fachada principal da Catedral de Amiens, gótica

## Arte na Idade Moderna (c. 1350-1850)
A Idade Moderna inicia no Renascimento, período de grande esplendor cultural na Europa. A religião deu lugar a uma concepção científica do homem e do universo, no sistema do humanismo. As novas descobertas geográficas levaram a civilização europeia a se expandir para todos os continentes, e através da invenção da imprensa a cultura se universalizou. Sua arte foi inspirada basicamente na arte clássica greco-romana e na observação científica da natureza. Entre seus expoentes estão Filippo Brunelleschi, Leon Battista Alberti, Bramante, Donatello, Leonardo da Vinci, Dante Alighieri, Petrarca, Rafael, Dürer, Palestrina e Lassus. Sua continuação produziu o Maneirismo, com a emergência de um maior individualismo e um senso de drama e extravagância, proliferando em inúmeras escolas regionais. Também foi importante nesta fase a disputa entre protestantes e católicos contra-reformistas, com repercussões na arte sacra. Shakespeare, Cervantes, Camões, Andrea Palladio, Parmigianino, Monteverdi, El Greco e Michelangelo são alguns de seus representantes mais notórios. No período barroco fortaleceram-se os Estados nacionais, dando origem ao absolutismo. Como reflexo disso a arte se torna suntuosa e grandiloquente, privilegiando os contrastes acentuados, o senso de drama e o movimento. Firmam-se grandes escolas em vários países, como na Itália, França, Espanha e Alemanha. São nomes fundamentais do período Góngora, Vieira, Molière, Donne, Bernini, Bach, Haendel, Lully, Pozzo, Borromini, Caravaggio, Rubens, Poussin, Lorrain, Rembrandt, Ribera, Zurbarán, Velázquez, entre uma multidão de outros.
Sua sequência foi o Rococó, surgido a partir de meados do século XVIII, com formas mais leves e elegantes, privilegiando o decorativismo, a sofisticação aristocrática e a sensibilidade individual. Ao mesmo tempo se firmava uma corrente iluminista, pregando o primado da razão e um retorno à natureza. Foram importantes, por exemplo, Voltaire, Jean-Jacques Rousseau, Carl Philipp Emanuel Bach, Jean-Antoine Houdon, Antoine Watteau, Jean-Honoré Fragonard, Joshua Reynolds e Thomas Gainsborough. No final do século emergem duas correntes opostas: o Romantismo e o Neoclassicismo, que dominarão até meados do século XIX, às vezes em sínteses ecléticas, como na obra de Goethe. O Romantismo enfatizava a experiência individual do artista, com obras arrebatadas, visionárias e dramáticas, enquanto que o Neoclassicismo recuperava o ideal equilibrado do classicismo e impunha uma função social moralizante e política para a arte. Na primeira corrente podem ser destacados Victor Hugo, Byron, Eugène Delacroix, Francisco de Goya, Frédéric Chopin, Ludwig van Beethoven, William Turner, Richard Wagner, William Blake, Albert Bierstadt e Caspar David Friedrich, e, na segunda, Jacques-Louis David, Mozart, Haydn e Antonio Canova.

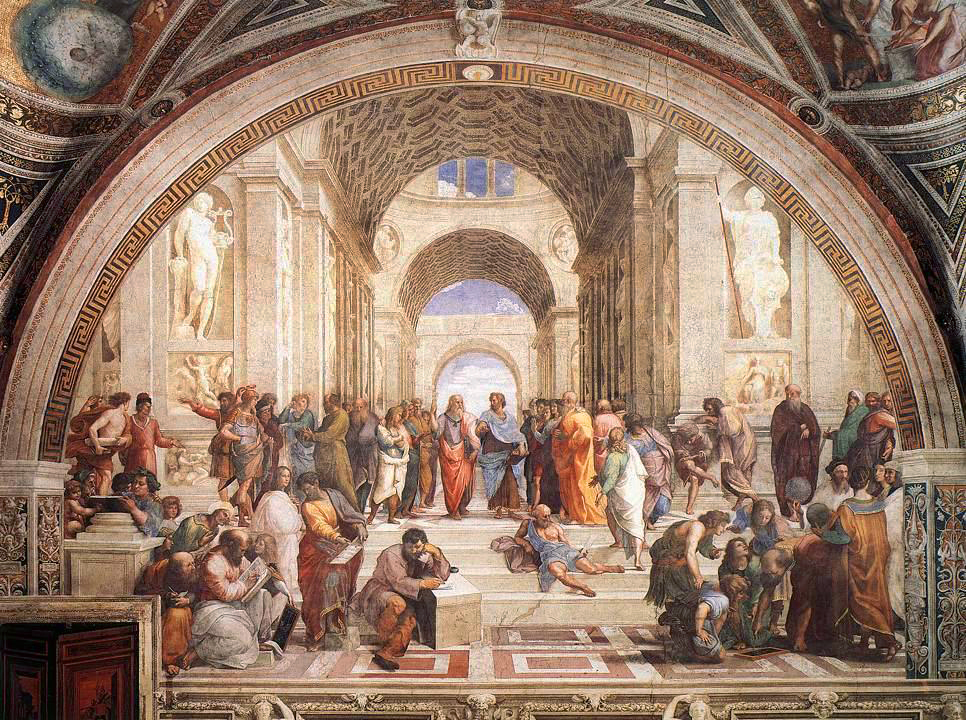
A Escola de Atenas, de Rafael, renascentista
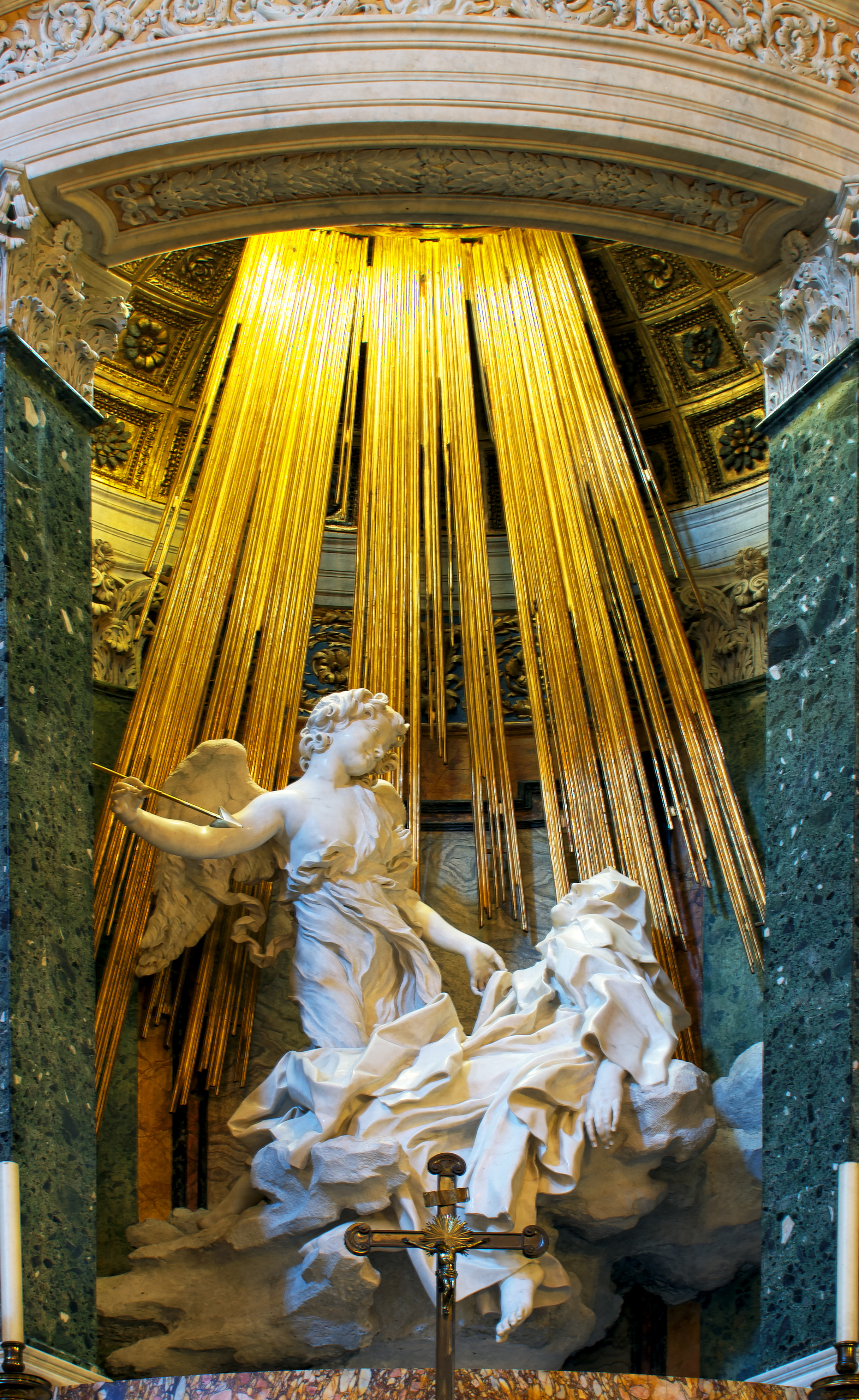
O Êxtase de Santa Teresa, de Bernini, barroco
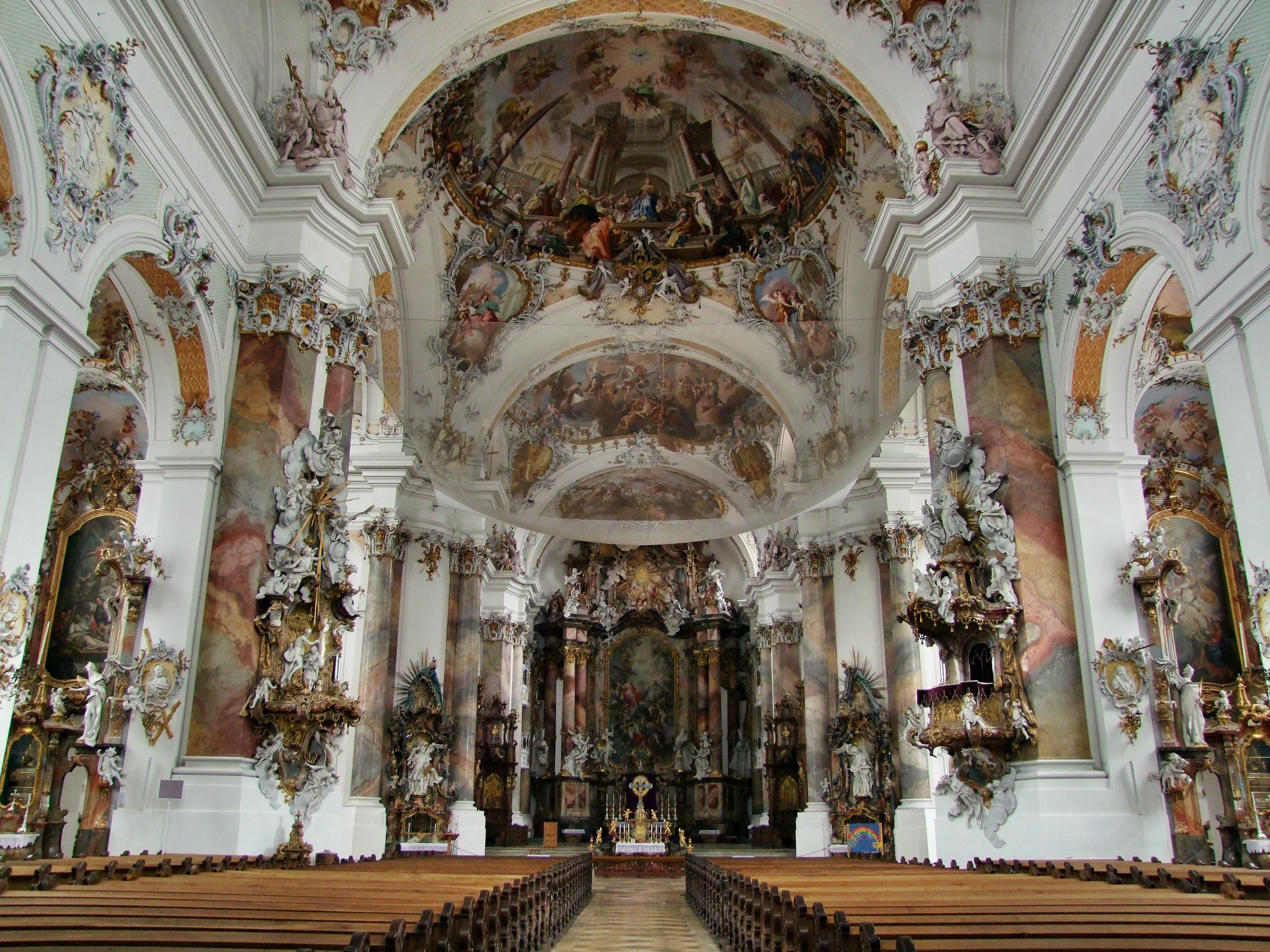
Basílica de Ottobeuren, rococó
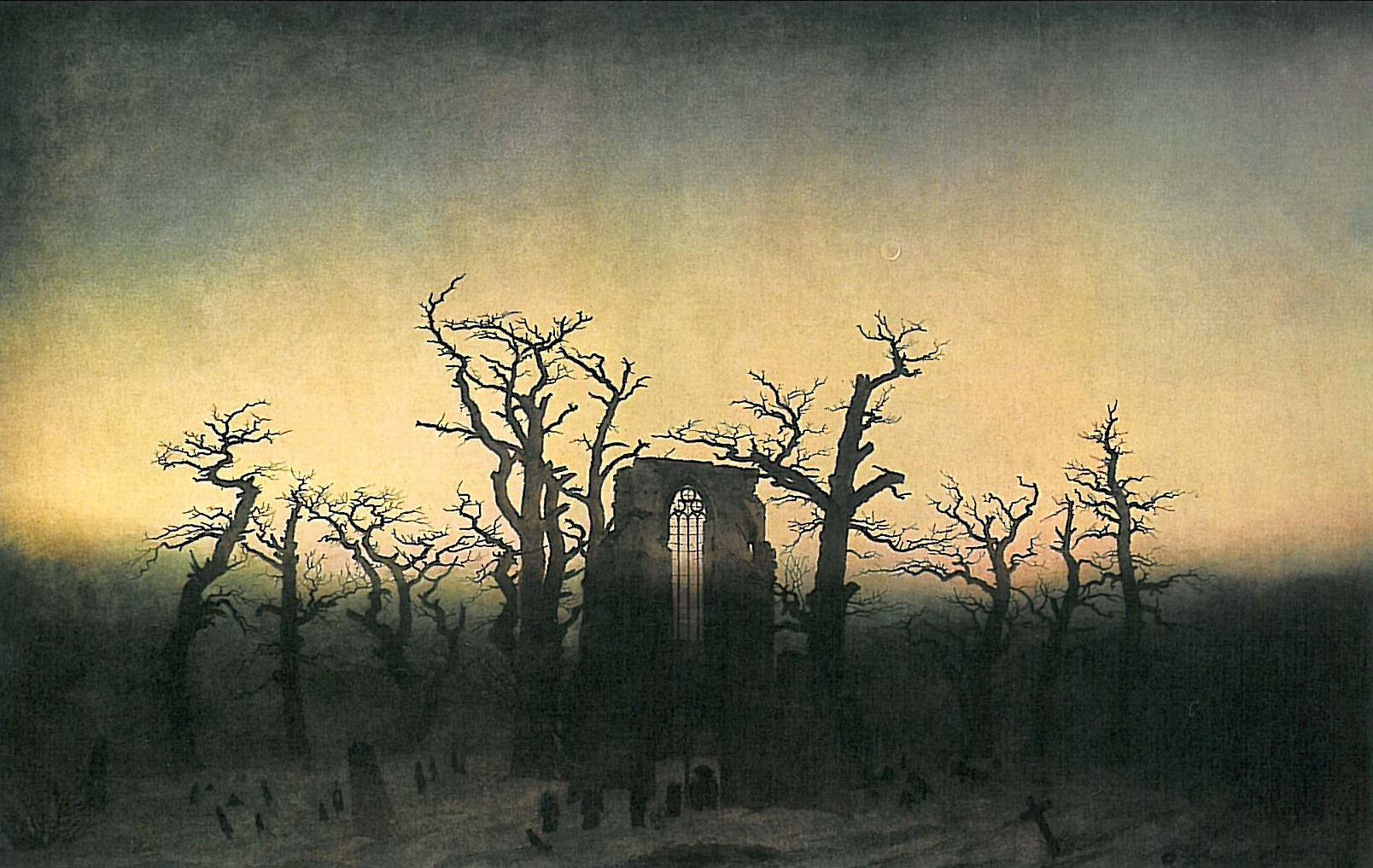
Abadia no Carvalhal, de Caspar David Friedrich, romântico
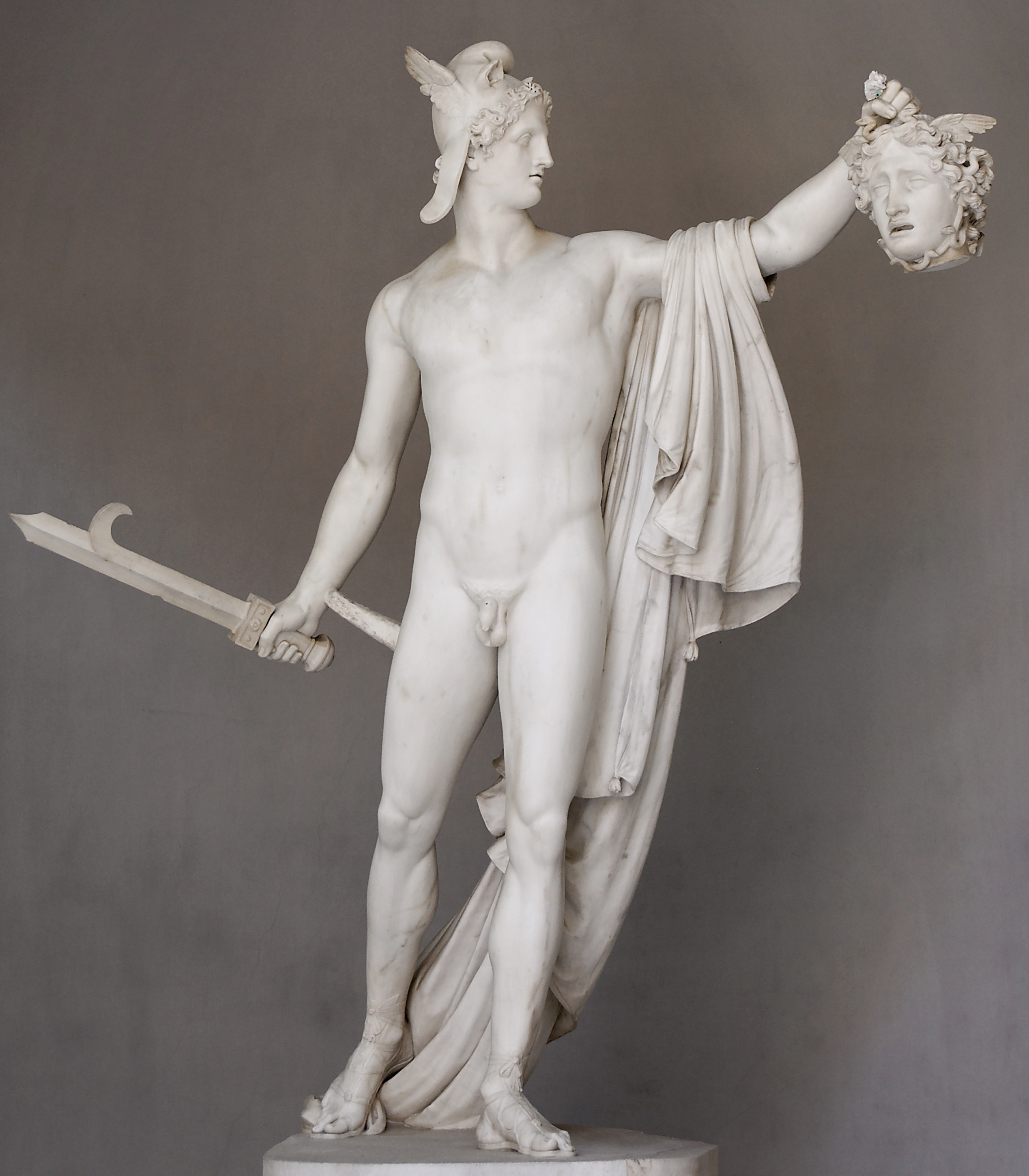
Perseu, de Canova, neoclássico

## Arte na Idade Contemporânea (c. 1850-atualidade)
Entre meados do século XIX e o início do XX se lançaram as bases da sociedade contemporânea, marcada no terreno político pelo fim do absolutismo e a instauração dos governos democráticos. No campo econômico, marcaram esta fase a Revolução Industrial e a consolidação do capitalismo, que tiveram respostas nas doutrinas de esquerda como o marxismo, e nas lutas de classes. Na arte o que tipifica o período é a multiplicação de correntes grandemente diferenciadas. Até o fim do século XIX surgiram, por exemplo, o realismo, o impressionismo, o simbolismo e o pós-impressionismo.
O século XX se caracterizou por uma forte ênfase no questionamento das antigas bases da arte, propondo-se a criar um novo paradigma de cultura e sociedade e derrubar tudo o que fosse tradição. Até meados do século as vanguardas foram enfeixadas no rótulo de modernismo, e desde então elas se sucedem cada vez com maior rapidez, chegando aos dias de hoje a um estado de total pulverização dos estilos e estéticas, que convivem, dialogam, se influenciam e se enfrentam mutuamente. Também surgiu uma tendência de solicitar a participação do público no processo de criação, e incorporar ao domínio artístico uma variedade de temas, estilos, práticas e tecnologias antes desconhecidas ou excluídas. Entre as inúmeras tendências do século XX podemos citar: art nouveau, fauvismo, pontilhismo, abstracionismo, expressionismo, realismo socialista, cubismo, futurismo, dadaísmo, surrealismo, funcionalismo, construtivismo, informalismo, arte pop, neorrealismo, artes de ação (performance, happening, fluxus), Instalação, videoarte, op art, minimalismo, arte conceitual, fotorrealismo, land art, arte povera, body art, arte pós-moderna, transvanguarda, neoexpressionismo.

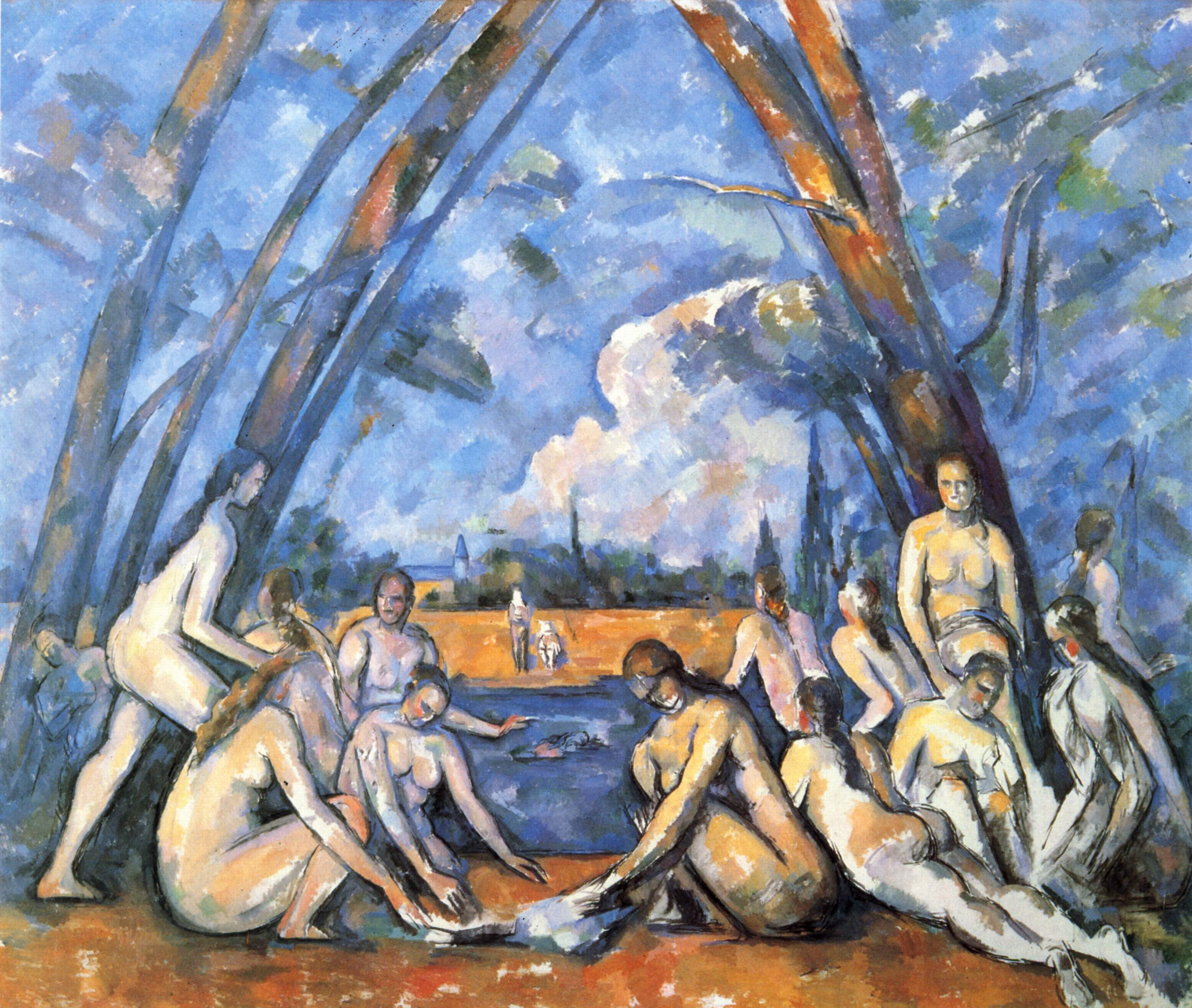
Paul Cézanne: As grandes banhistas, c. 1906, modernista
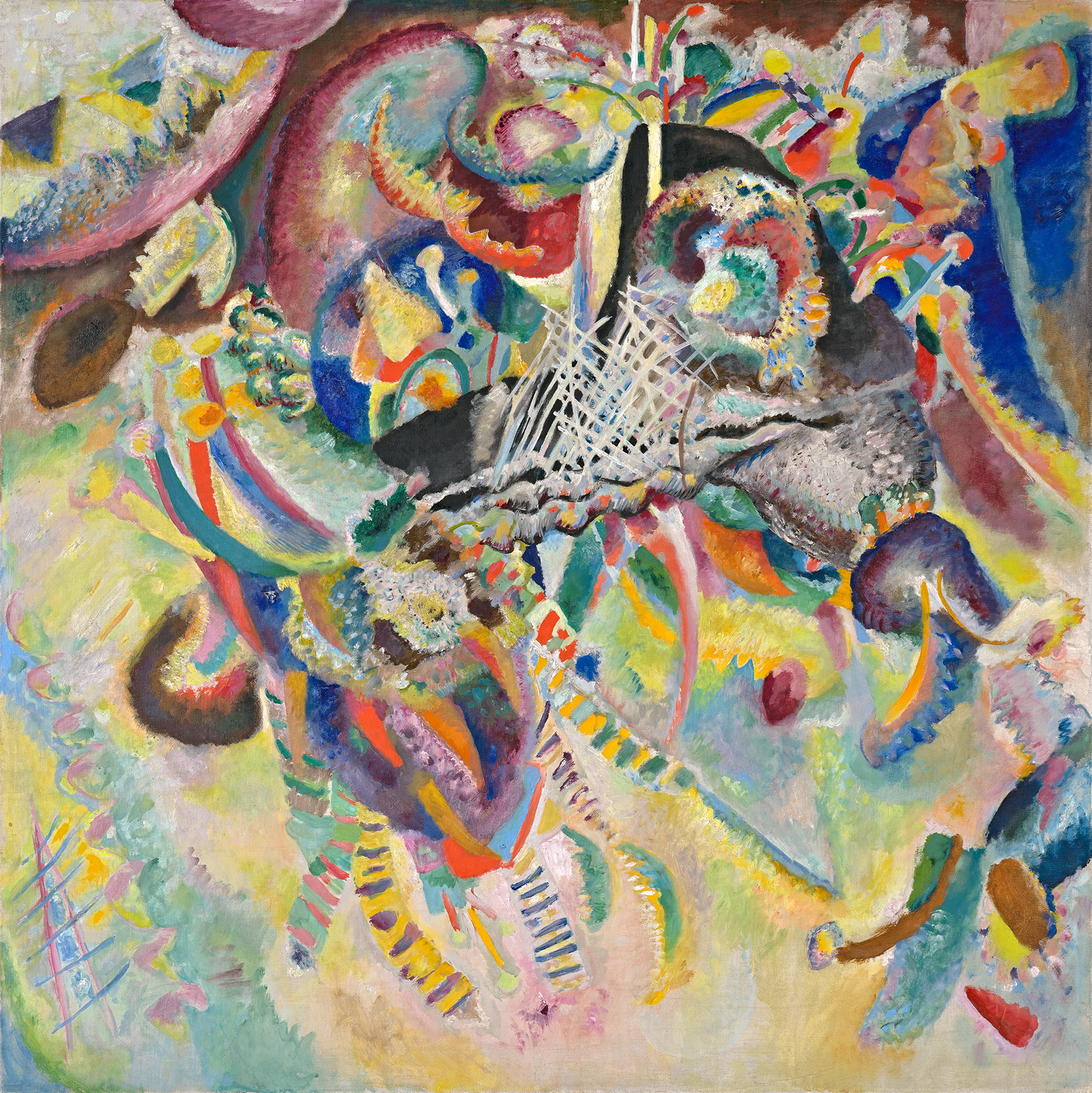
Wassily Kandinsky: Fuga, 1914, abstracionista
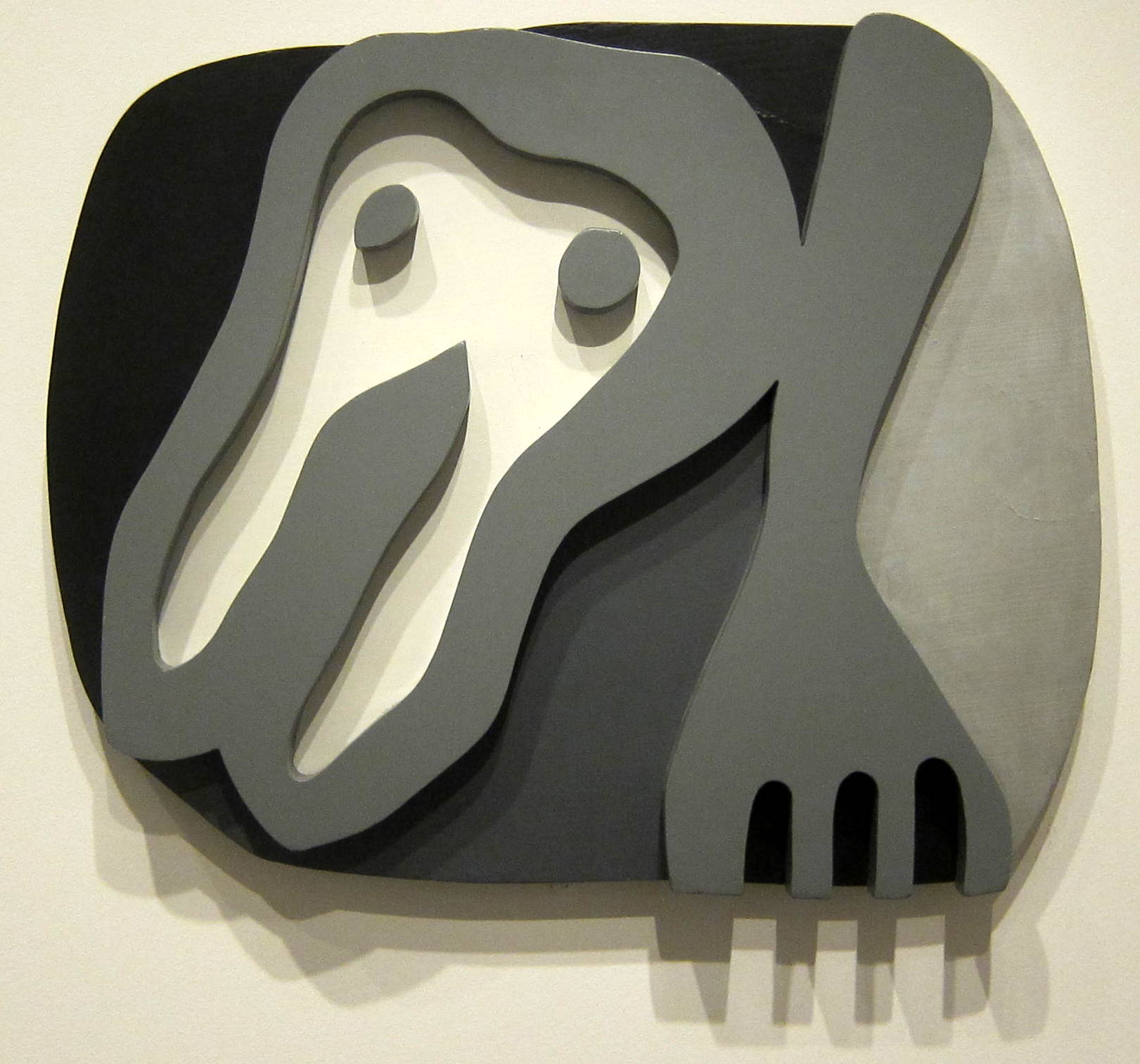
Dente e garfo, 1922, de Hans Arp, modernista
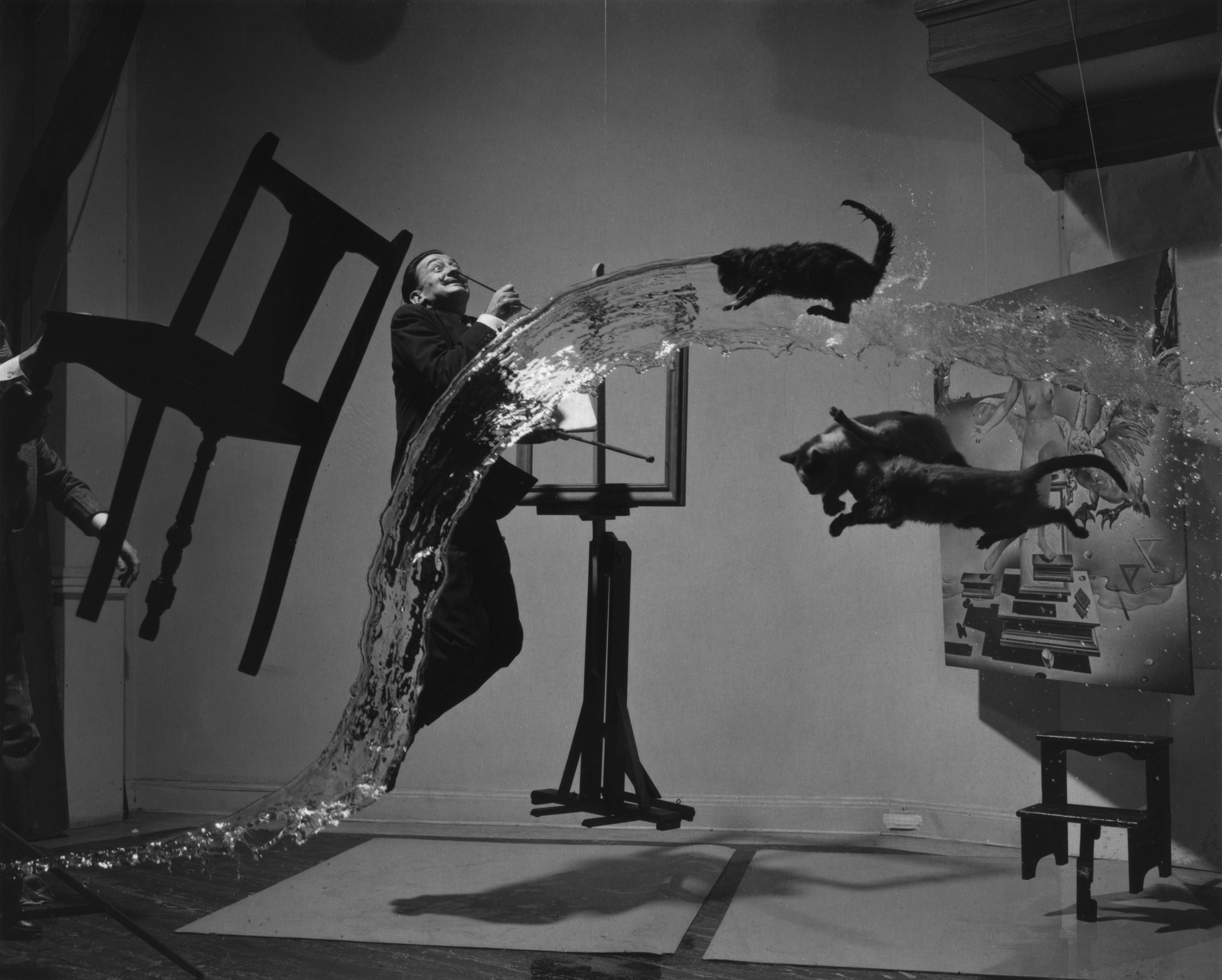
Salvador Dali A (Dali Atomicus), fotografia surrealista de Philippe Halsman, 1941

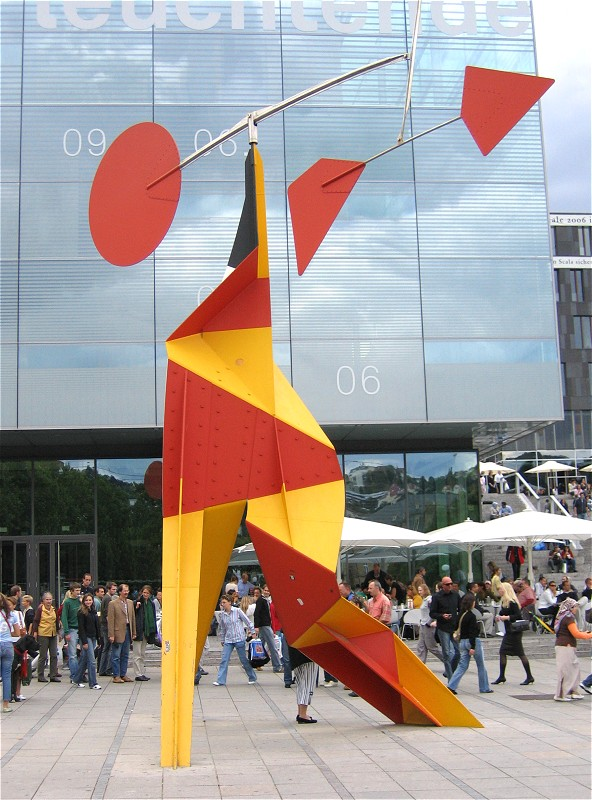
Dobraduras com disco vermelho, escultura cinética de Alexander Calder, 1973
O túnel sob o Atlântico, instalação e performance de Maurice Benayoun, 1995
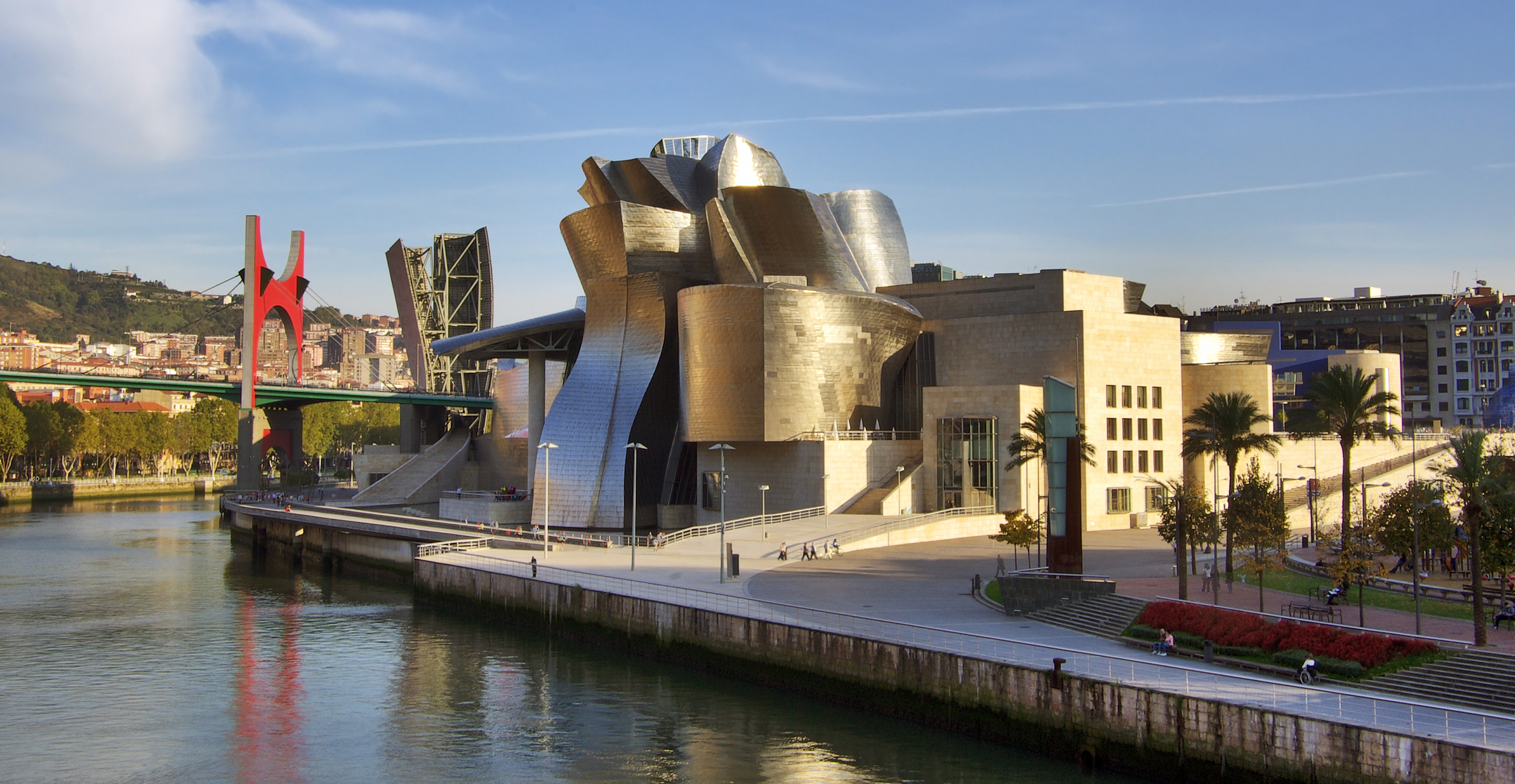
Prédio do Museu Guggenheim em Bilbao, projetado por Frank Gehry